# Sundsbarmvatnet
Sundsbarmvatnet (oder Sundsbarmvatn) ist der Name eines Sees in den Kommunen Seljord und Kviteseid in der norwegischen Provinz Telemark. Der See ist ein Teil des Flusssystems Skiensvassdraget.

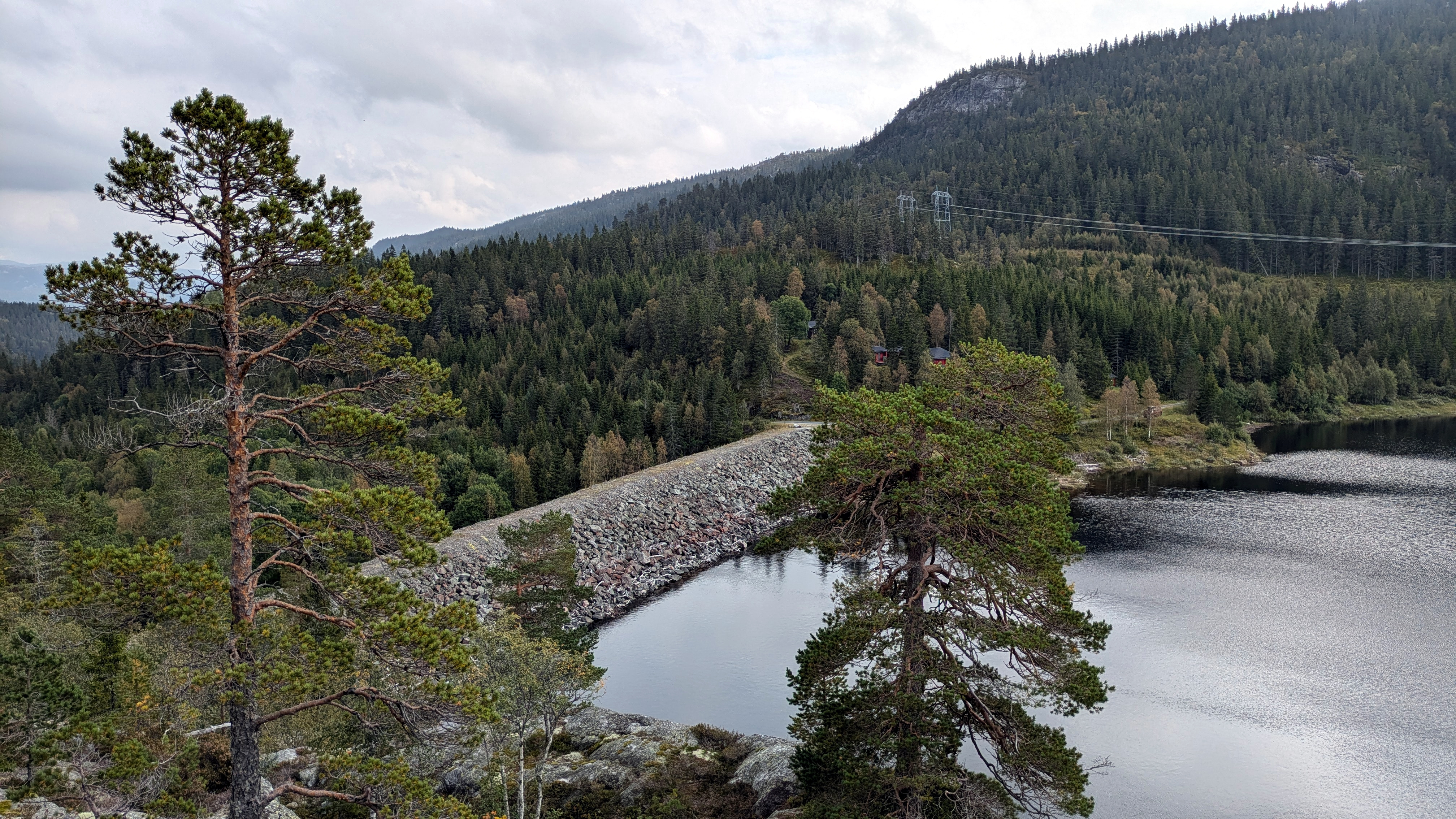
Staudamm am südöstlichen Ende des Sees, Blick nach Süden